# Посольство України в Пакистані
Посольство України в Ісламській Республіці Пакистан — дипломатична місія України в Пакистані, знаходиться в місті Ісламабад.

## Завдання посольства
Основне завдання Посольства України в Ісламабаді представляти інтереси України, сприяти розвиткові політичних, економічних, культурних, наукових та інших зв'язків, а також захищати права та інтереси громадян і юридичних осіб України, які перебувають на території Пакистану.
Посольство сприяє розвиткові міждержавних відносин між Україною і Пакистаном на всіх рівнях, з метою забезпечення гармонійного розвитку взаємних відносин, а також співробітництва з питань, що становлять взаємний інтерес.

## Історія дипломатичних відносин
Ісламська Республіка Пакистан визнала незалежність України 31 грудня 1991 року. 16 березня 1992 року було встановлено дипломатичні відносини між Україною та Пакистаном.
З січня 1998 року розпочало свою роботу Посольство України в Ісламабаді.

## Керівники дипломатичної місії
1. Пономаренко Володимир Степанович (1997–2004)
2. Полиха Ігор Зіновійович (2004–2007)
3. Пасько Ігор Сергійович (2007–2011)
4. Лакомов Володимир Іванович (2011–2020)[2]
5. Чучук Маркіян Євгенович (2020-)[3]